# Techniques de randonnée équestre de compétition
Pour les articles homonymes, voir TREC.

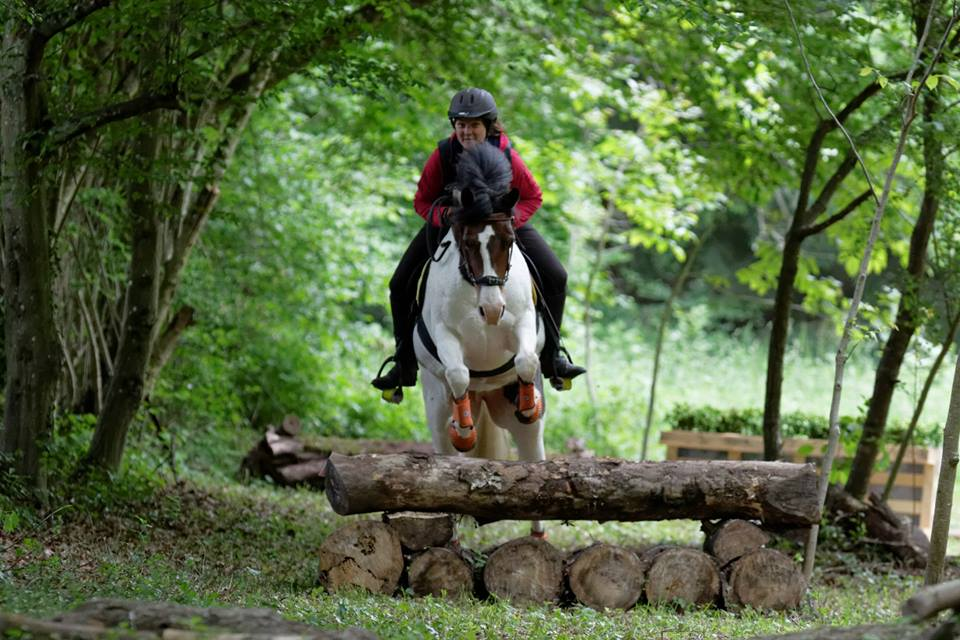
Le PTV

Les techniques de randonnée équestre de compétition (plus connues en français sous leur nom abrégé, TREC) sont un ensemble d'épreuves réunies au sein d'une même compétition, qui a pour objectif de faire ressortir les qualités d'un couple cheval et cavalier. Ces exercices sont inspirés des difficultés que l'on peut rencontrer en randonnée équestre,.

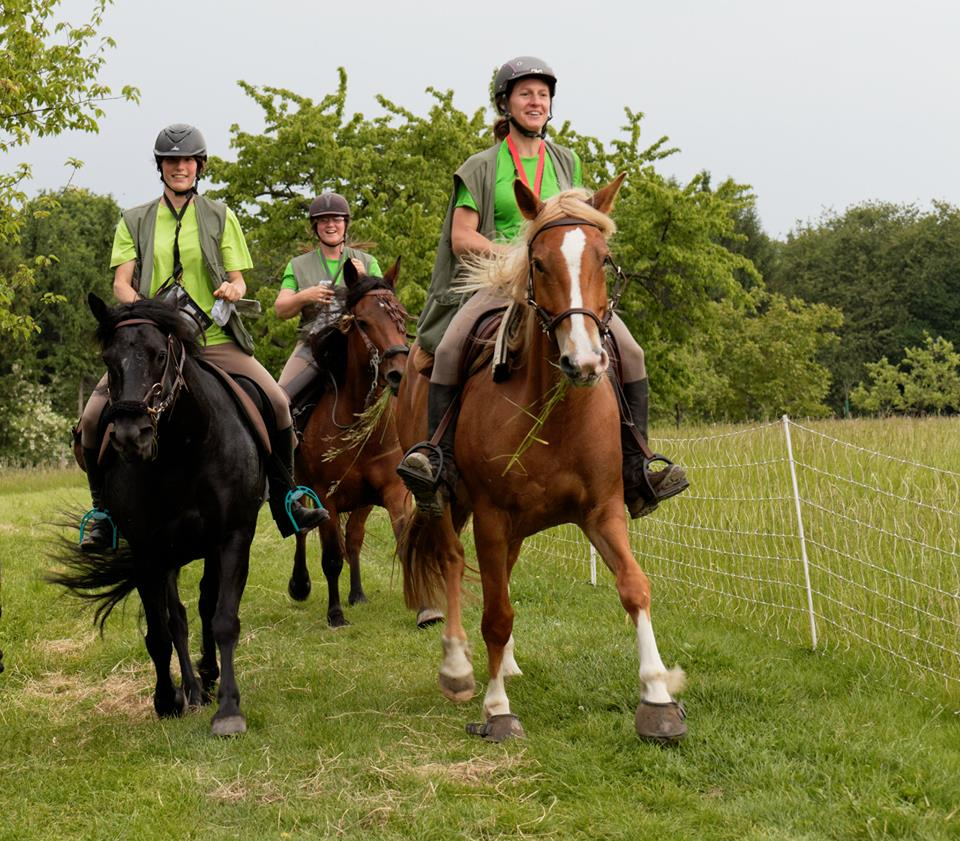
Le POR

En France, un TREC se compose de trois épreuves : un parcours d'orientation et de régularité (POR), un parcours en terrain varié (PTV) et la maîtrise des allures. Chacune de ces épreuves rapporte des points au couple. Le total des points obtenus permet d'établir le classement de la compétition. Des compétitions basées sur la randonnée équestre existent aussi dans les pays anglo-saxons.

## Étymologie et terminologie
En anglais, le mot trek signifie « randonnée » et en arabe « chemin », mais l’origine de l’acronyme TREC, Techniques de Randonnée Équestre de Compétition, est française.

## Histoire

### En France
En France, le TREC est une discipline équestre récente, apparue à la suite du développement du tourisme équestre dans les années 1970. Le sigle lui-même a été inventé en 1987, au sein de l'Association Nationale de Tourisme Équestre (ANTE). Des groupes de cavaliers randonneurs étaient en effet désireux de mesurer leurs chevaux et leurs compétences équestres lors d’épreuves valorisant les qualités nécessaires à la pratique de la randonnée.

### Ailleurs dans le monde
La même discipline existe aux États-Unis et au Canada. Au Canada, le TREC est pratiqué principalement au Québec.

## Épreuves
En France, un TREC se compose de quatre épreuves : un parcours d'orientation et de régularité (POR), un parcours en terrain varié (PTV), la maîtrise des allures (MA), et la Présentation du couple, visant à contrôler la tenue et le harnachement du couple. Chacune de ces épreuves rapporte des points au couple. Le total des points obtenus permet d'établir le classement de la compétition. Des compétitions basées sur la randonnée équestre existent aussi dans les pays anglo-saxons.

### Parcours d'orientation et de régularité (POR)
Le parcours d'orientation et de régularité (POR) a pour objectif de vérifier la capacité du cavalier à suivre un parcours imposé en pleine nature à une vitesse imposée tout en gérant les efforts fournis par sa monture. Le parcours est de 10 à 50 km, selon le niveau de l'épreuve. Il peut être réalisé de nuit dans le cas des épreuves de haut niveau. Les vitesses imposées varient entre 5 et 12 km/h. 
À l'heure de départ qui lui est fixée, le concurrent se présente en salle des cartes. Il dispose de vingt minutes pour reproduire sur une carte au 1/25 000 le tracé imposé. Une fois la copie du tracé effectuée, il doit le suivre à la vitesse imposée à la sortie de la salle des cartes.
Tout au long du tracé, à des positions inconnues des concurrents, se trouvent les contrôles. Au niveau des contrôles, on note l'heure d'arrivée des couples cavalier-cheval, ce qui permet de vérifier le respect ou non de la vitesse imposée (tout écart, en plus ou en moins, par rapport au temps idéal, coûte un point de pénalité par minute). Les contrôles sont placés en des endroits particulièrement difficiles du tracé (choix entre plusieurs chemins, parcours en terrain découvert, etc.). Arriver à un contrôle par la mauvaise direction coûte une pénalité de 30 points. Toute minute de temps dépassé sur le tronçon (en plus ou en moins) coute 1 point de pénalité. Il arrive que sur certains tronçons, le cavalier ait besoin de trouver des balises grâce à des techniques d'orientation (azimuts, coordonnée Lambert, UTM...). Chaque balise non poinçonnée est pénalisée de 30 points en moins sur le total du POR.

### Parcours en terrain varié (PTV)
Cette épreuve permet au couple cavalier-cheval de montrer sa capacité à vaincre des difficultés ponctuelles qui sont rencontrées en équitation d'extérieur. Dans un temps limité, il doit enchaîner, selon le niveau de l'épreuve, de 12 à 18 difficultés situées sur un grand terrain vallonné. Dans la pratique, le P.T.V. est souvent installé sur un parcours de cross. Chaque difficulté est notée sur 10. Il est toujours possible de renoncer à passer l'une des difficultés et d'aller à la suivante, ce qui entraîne une note de zéro sur la difficulté mais n'entraine pas l'élimination du concurrent. Les difficultés sont de différents types et peuvent être passées en selle ou en tenant le cheval en main, selon les cas.
Les 12, 16 ou 18 difficultés du P.T.V. seront choisies parmi les 42 indiquées ci-dessous, selon le niveau de compétition :

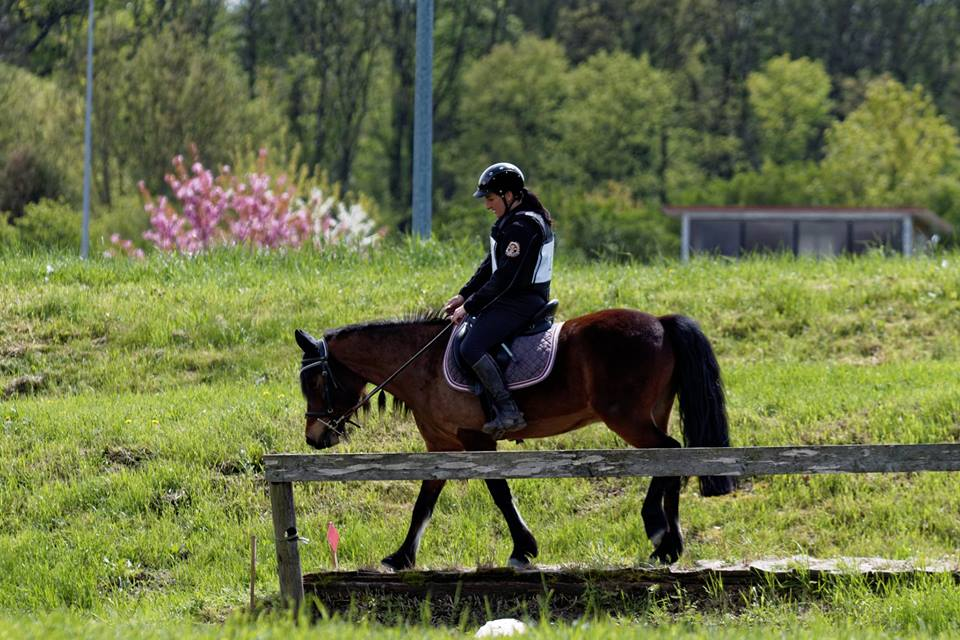
La passerelle
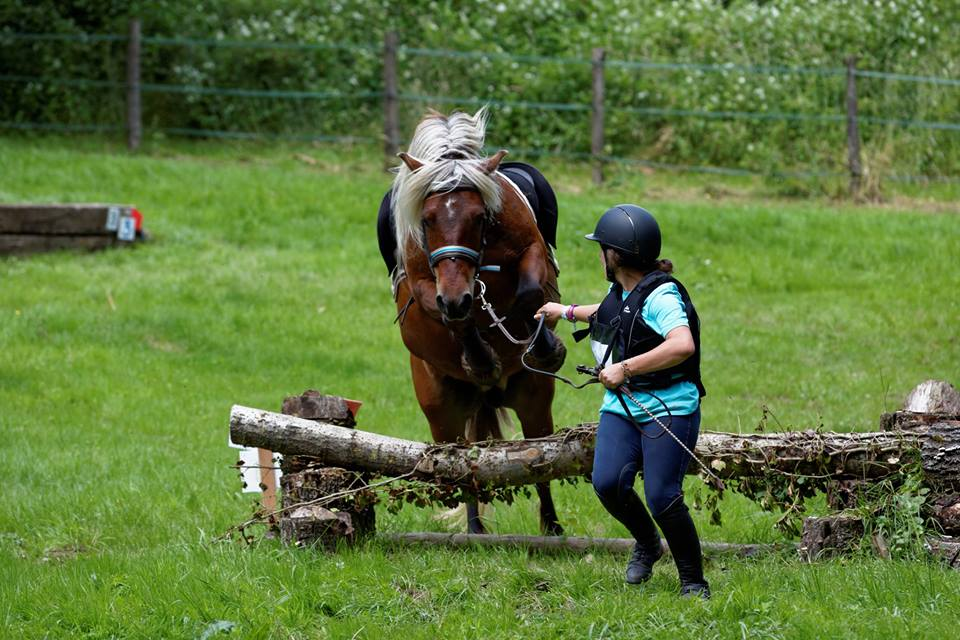
le tronc en main
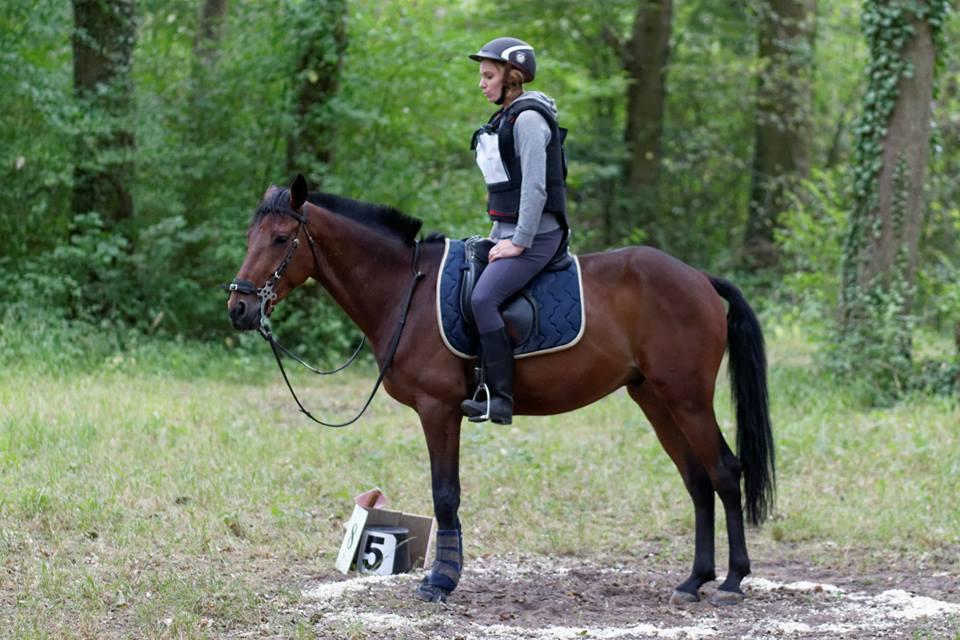
l'immobilité
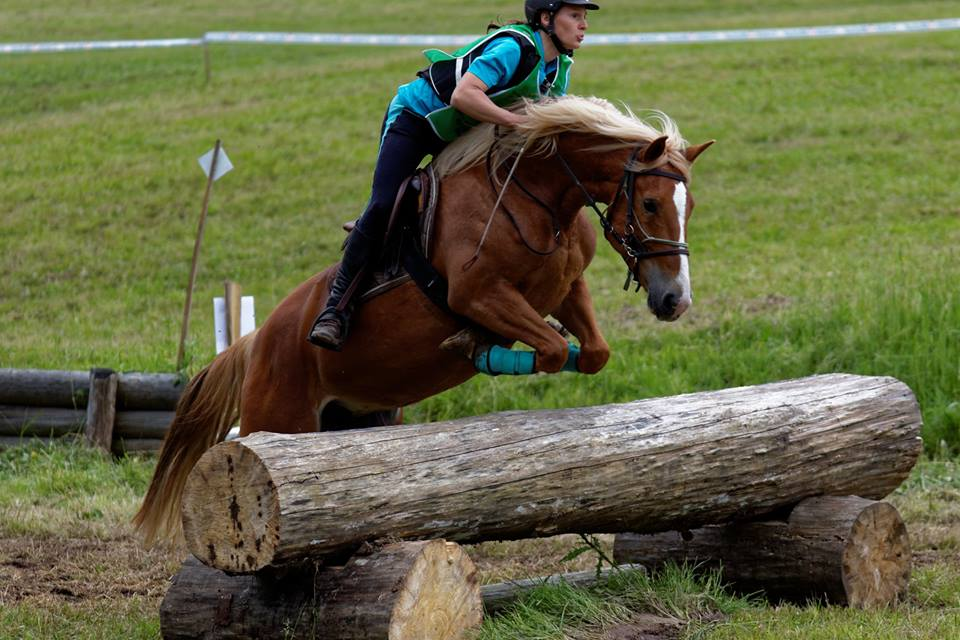
le tronc
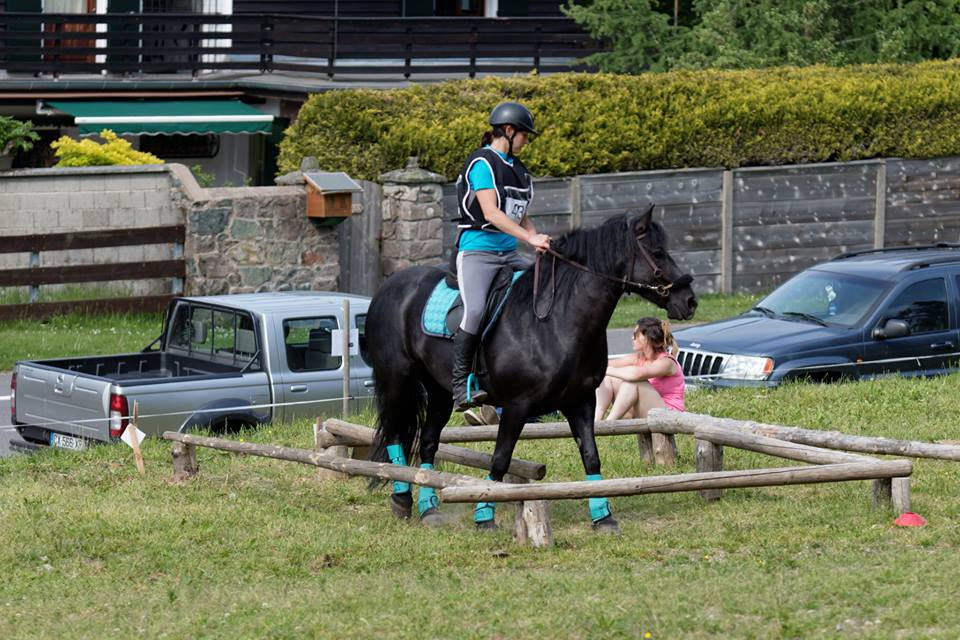
la maniabilité

### Maîtrise des allures

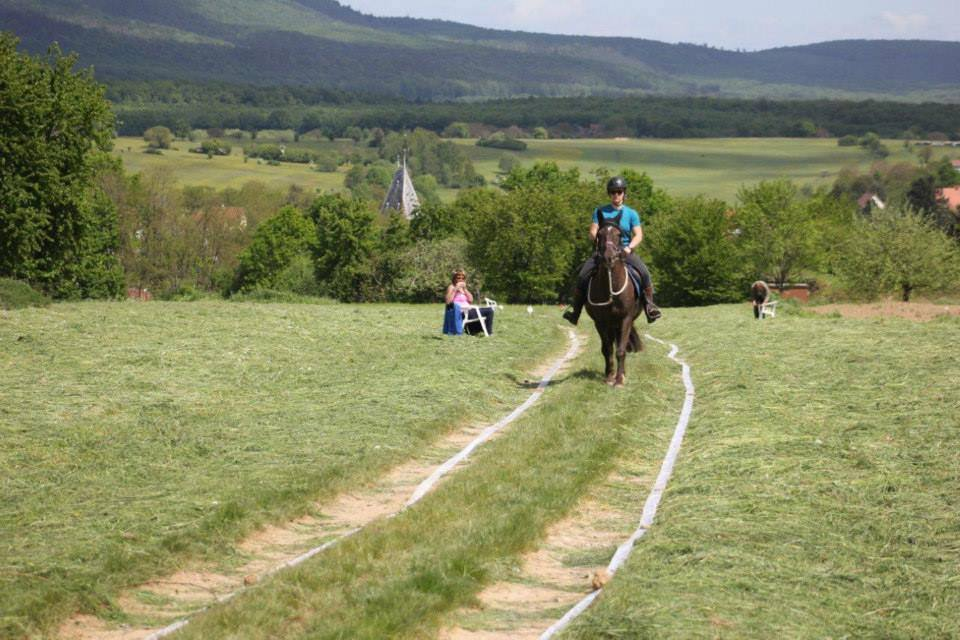
La Maitrise des Allures

Cette épreuve permet au couple cavalier-cheval de montrer sa capacité à maintenir de bonnes allures adaptées à l'équitation d'extérieur, c'est-à-dire  un galop le plus lent possible, et un pas le plus rapide possible, sans trottiner.
On chronomètre le cheval monté sur un couloir de 100 m ou 150 m (selon le niveau du TREC) de long et 1,5 m de large qu'il parcourt dans les deux sens, une fois au galop et une fois au pas. Chaque passage fait l'objet d'une note sur 30. Plus le galop est lent, et meilleure est la note (le barème dépend du niveau de l'épreuve). La note de pas est d'autant plus grande que le pas est rapide. Au galop comme au pas, la rupture d'allure (trotter au lieu de marcher ou galoper) ou la sortie du couloir entraînent une note de zéro.

## Acteurs
Le TREC requiert du cavalier un excellent sens de l'orientation, et du cheval un bon dressage. 

### Cavaliers
Le TREC est issu du monde de la randonnée, et contrairement à la plupart des disciplines équestres, les contraintes vestimentaires se limitent à des considérations de sécurité (port d'une protection de tête et utilisation de chaussures à talons ou d'étriers de sécurité). Également pour des raisons de sécurité, le Galop 5 est demandé pour les mineurs concourant en individuel sur le parcours d'orientation. Les épreuves sont accessibles dès le Galop 2 en épreuve PONEY.

### Équidés
L'une des spécificités du TREC en France est de permettre la participation à des épreuves de niveaux Amateur et Pro à des chevaux ou à des poneys inscrits sur la liste Club. Cette tolérance déroge au règlement général de la Fédération Française d’Équitation qui impose une inscription en Liste A pour les épreuves de niveaux Amateur et Pro.
De ce fait, le TREC est la seule discipline reconnue par la Fédération française d'équitation à autoriser la participation à des épreuves de tous niveaux à des chevaux dits sans papiers (qui sont en fait des chevaux d'origine inconnue (OI) ou d'origine non constatée (ONC). Cet état de fait a en particulier permis à Tristan Gracient et à sa jument Sangria de gagner un certain nombre de titres en Championnat du monde, que ça soit par équipe ou en individuel.

## Équipement du cheval et du cavalier
L’ensemble des tests est effectué avec le même harnachement : mors, selle ou enrênement, ou avec un harnachement strictement identique. La monte sans mors est autorisée. Le choix de l’embouchure est libre uniquement pour les épreuves de niveau amateur. Le règlement général s’applique pour les épreuves Club Poney et Club. Les cuirs et les aciers doivent être propres et bien entretenus. Seule la martingale à anneaux est autorisée parmi les enrênements. Le harnachement peut être contrôlé à tout moment de la compétition. Chaque cavalier doit être en possession :
- D’un licol et d’une longe ;

- D’un gilet de signalisation ;

- De sa licence et de sa carte d’identité ;

- Des papiers d’identification du cheval.

Pour la partie administrative, les photocopies sont acceptées. Chaque concurrent, duo ou équipe doit être en possession d’un téléphone portable, qui sera éteint et placé sous enveloppe scellée en salle des cartes avant d’être restitué au concurrent, et vérifié à l'arrivée du POR.